# جون هاريسون (سياسي)
جون هاريسون هو سياسي كندي، ولد في 23 مايو 1908 في برادفورد في المملكة المتحدة، وتوفي في 24 سبتمبر 1964 في كندا. حزبياً، نشط في الحزب الليبرالي الكندي. وقد انتخب عضو مجلس العموم الكندي عن دائرة Meadow Lake (federal electoral district) ‏ (1 يونيو 1949 – 1 مارس 1958).